# Philipp Popp
Philipp Popp (* 23. März 1893 in Bežanija bei Zemun, Königreich Ungarn, Österreich-Ungarn; † 29. Juni 1945 in Zagreb) war der erste und einzige Bischof der Evangelischen Kirche in Jugoslawien, die von 1931 bis 1941 existierte.

## Leben und Werke
Philipp Popp wurde am 23. März 1893 in Bežanija bei Zemun geboren. Dort besuchte er die deutsche Volksschule und danach das Gymnasium in Zagreb. Er stammte aus einfachen Verhältnissen, sein Vater hatte sich vom Tagelöhner zum Landwirt hochgearbeitet. Popp studierte Theologie, Philosophie und Rechtswissenschaft in Breslau, Berlin und Zagreb, wo er auch in Philosophie promovierte. 1917 wurde Popp Gemeindepfarrer in Zagreb, ein Jahr später wurde er zum Pfarrer gewählt. 1931 wählte ihn die Synode zum Bischof der Evangelischen Kirche in Jugoslawien.
Leitmotiv dieses ersten und einzigen Bischofs der Deutschen Evangelischen Kirche in Jugoslawien war, diese kleine Minderheit und Diasporakirche weiter aufzubauen. Aus diesem Grunde suchte Popp immer die Nähe zu den Herrschenden. Popp war unter anderem persönlicher Berater von Alexander während der Zeit der Königsdiktatur. Am 3. April 1940 wurde er zum Mitglied des jugoslawischen Senates ernannt.
In der Zwischenkriegszeit entwickelte Popp seine kirchenpolitischen Vorstellungen über die Zukunft der Deutschen Evangelischen Kirche in Jugoslawien. Er sah eine enge Zusammenarbeit mit der Deutschen Evangelischen Kirche (DEK) vor. Am 21. Februar 1934 unterzeichneten Reichsbischof Ludwig Müller auf Seite der DEK und Popp für die Evangelische Kirche in Jugoslawien den Freundschaftsvertrag, von dem sich insbesondere der reichsdeutsche Vertragspartner einen nachhaltigen Einfluss auf die Evangelische Kirche in Jugoslawien erhoffte. Popp auf Seite der deutschen Minderheit in Jugoslawien erwartete für seine Kirche großzügige, materielle Hilfen. Außerdem wurde im Gegenzug dem Berliner Kirchlichen Außenamt unter Bischof Theodor Heckel weitgehende Mitspracherechte in Belangen der Deutschen Evangelischen Kirche in Jugoslawien eingeräumt.
Für seine „Verdienste um das Deutschtum“ wurde Popp zusammen mit dem Führer der Sudetendeutschen, Konrad Henlein, an der Universität Breslau in einem feierlichen Akt die Würde des Ehrendoktors verliehen.
Philipp Popp gehörte zu den einflussreichsten Führern der deutschen Minderheit. Er war einer der fünf stellvertretenden Präsidenten der Liga der Deutschen für Völkerbund und Völkerverständigung. 1937 unterzeichnete er auf der zweiten Weltkonferenz für Glaube und Kirchenverfassung in Oxford die Manifeste gegen Rassendiskriminierung. Mit dieser Position stellte er sich in den Gegensatz zum national-radikalen Teil der Volksgruppe und wurde öffentlich angegriffen. Nach dem Anschluss Österreichs an das Deutsche Reich 1938 erhielten 100 Juden aus Österreich Asyl in der Kirchengemeinde in Zagreb.
Unmittelbar nach der Zerschlagung des Königreiches Jugoslawien durch die deutsche Wehrmacht im April 1941 erreichte Popp von Ante Pavelić, Poglavnik des faschistischen Unabhängigen Staates Kroatien, eine Erhöhung der staatlichen Subventionen für seine Kirche, womit das Gehalt des Bischofs wie auch die Gehälter der Angestellten des Bischofsamtes bezahlt wurden.
Die Gleichschaltung der Deutschen Evangelischen Kirche im Unabhängigen Staat Kroatien mit der Deutschen Evangelischen Kirche sollte durch eine neue Kirchenverfassung erfolgen, die am 18. April 1943 verabschiedet werden sollte. In dieser Verfassung sollte die ursprüngliche basisdemokratische Verfassung („Alles Recht wurzelt in der Kirchengemeinde“) beseitigt werden. Dafür sollten stärker die völkischen und nationalen Charakter der Kirche betont werden, unter anderem mit Einführung des Führerprinzips und Billigung der Wahl des Landeskurators durch den Volksgruppenführer Kroatiens Branimir Altgayer und dem Ausschluss von Nichtdeutschen unter dem kirchlichen Wahlspruch: „Mi i u crkvi želimo da ostanemo Nemci.“ (deutsch: „Wir wollen auch in der Kirche Deutsche bleiben.“)
Diese neue Verfassung wurde jedoch wegen der Kriegsereignisse, die eine beträchtliche Schrumpfung der Landeskirche bewirkten, nicht mehr verabschiedet.
Popp wurde am 29. Juni 1945 im Alter von 52 Jahren wegen Kollaboration mit dem faschistischen Ustascharegime standrechtlich erschossen.